# ادیتا پوچینسکایته
ادیتا پوچینسکایته (انگلیسی: Edita Pučinskaitė؛ زادهٔ ۲۵ نوامبر ۱۹۷۵) دوچرخه‌سوار اهل لیتوانی است.
وی در مسابقات کشوری و بین‌المللی در مجموع برندهٔ ۱ مدال طلا، ۱ مدال نقره، ۲ مدال برنز شده‌است.